# 제3회 전국동시지방선거
제3회 전국동시지방선거는 2002년 6월 13일 목요일에 실시된 선거이다. 본 선거에서 대한민국 지방의회의원 및 지방자치단체장을 선출하였다.

## 개요
- 투표일 : 2002년 6월 13일
- 투표내용 :
  - 광역단체장 : 16명
  - 기초단체장 : 232명
  - 광역의원 : 682명
  - 기초의원 : 3,485명

## 투표율
| 지역       | 투표율 |
| ---------- | ------ |
| 서울특별시 | 45.8%  |
| 부산광역시 | 41.8%  |
| 대구광역시 | 41.4%  |
| 인천광역시 | 39.3%  |
| 광주광역시 | 42.3%  |
| 대전광역시 | 42.3%  |
| 울산광역시 | 52.3%  |
| 경기도     | 44.6%  |
| 강원도     | 59.4%  |
| 충청북도   | 55.8%  |
| 충청남도   | 56.2%  |
| 전라북도   | 55.0%  |
| 전라남도   | 65.6%  |
| 경상북도   | 60.4%  |
| 경상남도   | 56.5%  |
| 제주도     | 68.9%  |
| 전국       | 48.9%  |

## 당선자

### 광역단체장
|  | 52.28% |

|  | 63.76% |

|  | 61.18% |

|  | 56.17% |

|  | 46.81% |

|  | 46.61% |

|  | 53.07% |

|  | 58.37% |

|  | 71.11% |

|  | 58.59% |

|  | 66.96% |

|  | 74.56% |

|  | 57.76% |

|  | 85.49% |

|  | 74.50% |

|  | 51.40% |

### 기초단체장
| 정당         | 당선자 수 |
| ------------ | --------- |
| 한나라당     | 140       |
| 새천년민주당 | 44        |
| 자유민주연합 | 16        |
| 민주노동당   | 2         |
| 무소속       | 30        |
| 총합         | 232       |

지역별
| 지역       | 한나라당 | 새천년민주당 | 자유민주연합 | 민주노동당 | 무소속 | 계  |
| ---------- | -------- | ------------ | ------------ | ---------- | ------ | --- |
| 서울특별시 | 22       | 3            |              |            |        | 25  |
| 인천광역시 | 8        | 2            |              |            |        | 10  |
| 경기도     | 24       | 4            | 1            |            | 2      | 31  |
| 강원도     | 15       | 2            |              |            | 1      | 18  |
| 대전광역시 |          |              | 5            |            |        | 5   |
| 충청남도   | 4        | 2            | 7            |            | 2      | 15  |
| 충청북도   | 5        | 1            | 3            |            | 2      | 11  |
| 광주광역시 |          | 4            |              |            | 1      | 5   |
| 전라남도   |          | 16           |              |            | 6      | 22  |
| 전라북도   |          | 9            |              |            | 5      | 14  |
| 부산광역시 | 13       |              |              |            | 3      | 16  |
| 대구광역시 | 8        |              |              |            |        | 8   |
| 울산광역시 | 3        |              |              | 2          |        | 5   |
| 경상남도   | 16       |              |              |            | 4      | 20  |
| 경상북도   | 21       |              |              |            | 2      | 23  |
| 제주도     | 1        | 1            |              |            | 2      | 4   |
| 합계       | 140      | 44           | 16           | 2          | 30     | 232 |

### 광역의원
| 정당         | 지역구 | 비례대표 | 총 당선자수 |
| ------------ | ------ | -------- | ----------- |
| 한나라당     | 431    | 36       | 467         |
| 새천년민주당 | 121    | 22       | 143         |
| 자유민주연합 | 29     | 4        | 33          |
| 한국미래연합 |        | 2        | 2           |
| 민주노동당   | 2      | 9        | 11          |
| 무소속       | 26     |          | 26          |
| 총합         | 609    | 73       | 682         |

각 의회별
| 지역 | 한나라당 | 새천년민주당 | 자유민주연합 | 한국미래연합 | 민주노동당 | 무소속 | 계  |
| ---- | -------- | ------------ | ------------ | ------------ | ---------- | ------ | --- |
| 서울 | 87       | 14           |              |              | 1          |        | 102 |
| 인천 | 25       | 3            |              |              |            | 1      | 29  |
| 경기 | 90       | 10           |              |              | 1          | 3      | 104 |
| 강원 | 33       | 7            |              |              | 1          | 2      | 43  |
| 대전 | 9        | 1            | 9            |              |            |        | 19  |
| 충남 | 8        | 4            | 21           |              |            | 3      | 36  |
| 충북 | 21       | 1            | 3            |              |            | 2      | 27  |
| 광주 |          | 18           |              |              | 1          |        | 19  |
| 전남 | 1        | 47           |              |              | 1          | 2      | 51  |
| 전북 | 1        | 29           |              |              | 1          | 5      | 36  |
| 부산 | 42       | 1            |              |              | 1          |        | 44  |
| 대구 | 26       |              |              | 1            |            |        | 27  |
| 울산 | 15       |              |              |              | 3          | 1      | 19  |
| 경남 | 47       | 1            |              |              | 1          | 1      | 50  |
| 경북 | 51       | 1            |              | 1            |            | 4      | 57  |
| 제주 | 11       | 6            |              |              |            | 2      | 19  |
| 합계 | 467      | 143          | 33           | 2            | 11         | 26     | 682 |

각 의회별 정당득표율
|      | 한나라당           | 새천년민주당       | 자유민주연합      | 한국미래연합    | 노년권익보호당 | 녹색평화당      | 민주노동당        | 사회당          | 합 계       |
| ---- | ------------------ | ------------------ | ----------------- | --------------- | -------------- | --------------- | ----------------- | --------------- | ----------- |
| 서울 | 1,786,587          | 1,277,362          | 85,137            |                 |                | 61,409          | 209,042           | 28,530          | } 3,448,067 |
| 인천 | 377,969            | 206,895            | 24,700            | 13,746          |                | 18,037          | 43,610            | 9,461           | 694,418     |
| 경기 | 1,626,024          | 952,023            | 114,351           |                 |                | 63,722          | 172,111           | 27,965          | 2,956,196   |
| 강원 | 394,037            | 140,352            | 40,686            |                 |                |                 | 55,889            | 15,542          | 646,506     |
| 대전 | 174,796            | 51,349             | 142,701           |                 |                |                 | 30,752            | 8,163           | 407,761     |
| 충남 | 248,175            | 88,927             | 303,497           | 45,182          |                | 18,873          | 34,055            | 11,330          | 750,039     |
| 충북 | 296,503            | 93,351             | 128,186           |                 |                |                 | 42,332            | 17,087          | 577,459     |
| 광주 | 33,432             | 276,656            | 9,388             |                 |                | 10,288          | 58,089            | 4,906           | 392,759     |
| 전남 | 71,489             | 647,760            | 66,424            |                 |                |                 | 144,124           | 31,470          | 961,267     |
| 전북 | 72,670             | 488,909            | 40,530            |                 |                | 36,138          | 95,744            | 16,029          | 750,020     |
| 부산 | 814,272            | 159,570            | 24,083            |                 |                |                 | 121,072           | 16,214          | 1,135,211   |
| 울산 | 222,777            | 31,861             |                   |                 |                |                 | 106,136           | 9,016           | 369,790     |
| 경남 | 906,750            | 131,285            | 40,721            |                 |                |                 | 108,999           | 29,201          | 1,216,956   |
| 대구 | 558,498            | 56,324             |                   | 60,483          |                | 12,038          | 37,890            | 7,328           | 732,561     |
| 경북 | 889,594            | 93,208             | 52,378            | 64,850          | 11,110         |                 | 53,395            | 23,046          | 1,187,581   |
| 제주 | 121,601            | 100,559            |                   |                 |                |                 | 27,136            | 6,672           | 255,968     |
| 전국 | 8,595,174 (52.15%) | 4,796,391 (29.10%) | 1,072,782 (6.51%) | 184,261 (1.12%) | 11,110 (0.07%) | 220,505 (1.34%) | 1,340,376 (8.13%) | 261,960 (1.59%) | 16,482,559  |

### 기초의원
- 제3회 지방선거까지는 기초의원에 대해 정당공천제를 실시하지 않았다.

## 정당별 결과
새천년민주당은 임기말에 들어선 김대중 대통령의 레임덕으로 지지율 하락을 겪고 있었다. 대한민국 제16대 대통령 선거 후보 경선에서 소위 '노풍'이라 불린 노무현 열풍과 함께 노무현 후보가 최종 후보로 확정되면서 반전을 꾀했으나, 김대중 대통령의 아들들이 연루된 최규선 게이트가 터지면서 새천년민주당 지지율은 다시 크게 하락한다. 설상가상 투표일인 6월 13일은 2002년 FIFA 월드컵에서 포르투갈전이 있던 전날로, 새천년민주당 강세인 청년층 투표가 크게 줄어 역대 최저 투표율을 기록하였다.(이는 2024년까지도 최저투표율로 남아있다.) 결국 새천년민주당은 수도권 광역단체장을 모두 잃었고 한나라당은 역대급 표차로 승리를 거두게 된다. 광역의회에서도 새천년민주당은 호남에서만 승리했고, 나머지 지역에서는 제주도를 제외하면 득표율로도 지역 당선자로도 한나라당에 압도적으로 밀렸다. 새천년민주당 노무현 당시 대선후보는 "영남권 광역단체장 당선자가 나오지 못하면 재신임을 묻겠다"던 공약에 따라 재신임을 받았으나, 이후 8월 재보선까지 참패하면서 11월까지 지속적으로 '후보단일화협의회' 등으로부터 사퇴 압박을 받게 된다. 반면 한나라당 이회창 총재는 당 장악력을 강화하면서 대선까지 탄탄대로를 다지게 된다. 자민련은 역호서 지역의 지역주의 악화로 인해, 충청남도의 심대평 외 광역단체장 후보가 전원 낙선하고, 득표율로도 원외정당인 민주노동당에 밀리는 등 참패를 당했고, 그 해 대선에서는 후보조차 내지 못하고 완전히 존재감을 잃게 된다.
한편, 원외정당이었던 민주노동당은 괄목성대할 성과를 거뒀다. 득표율 8.1%로 자유민주연합을 재친것으로도 모자라 전라남도, 전라북도, 광주광역시, 울산광역시에서는 전체 득표 2위를 차지했다. 경상남도와 부산광역시에서도 2위인 새천년민주당과 접전을 치렀다. 특히 송철호 울산광역시장 후보의 경우 선거전 내내 선두를 달리면서 영남지역 최초의 비한나라당계 광역단체장, 민주노동당 최초의 광역단체장 탄생에 대한 기대를 모았으나, 선거 막판 지역주의 정서와 보수 결집, 저조한 투표율로 인해 낙선하고 말았다. 그러나 해당 선거에서 송철호 후보의 득표율인 43.6%는 울산시장선거에서 비한나라당 후보가 받은 최고 득표율로, 2018년 제7회 전국동시지방선거에서 본인에 의해 갱신되기 전까지 최고기록으로 남았다.
박정희 대통령의 딸 박근혜 의원은 한나라당의 이회창 독주체제에 반발하며 한국미래연합을 창당했으나 대구시의원 1명, 경북도의원 1명만을 당선시키며 참패하였고, 결국 대선 직전인 11월 미래연합은 한나라당에 흡수합당된다.
1. ↑  새정치국민회의